# Igrzyska Imperium Brytyjskiego i Wspólnoty Brytyjskiej 1966
     państwa debiutujące
     państwa, które brały już udział w Igrzyskach

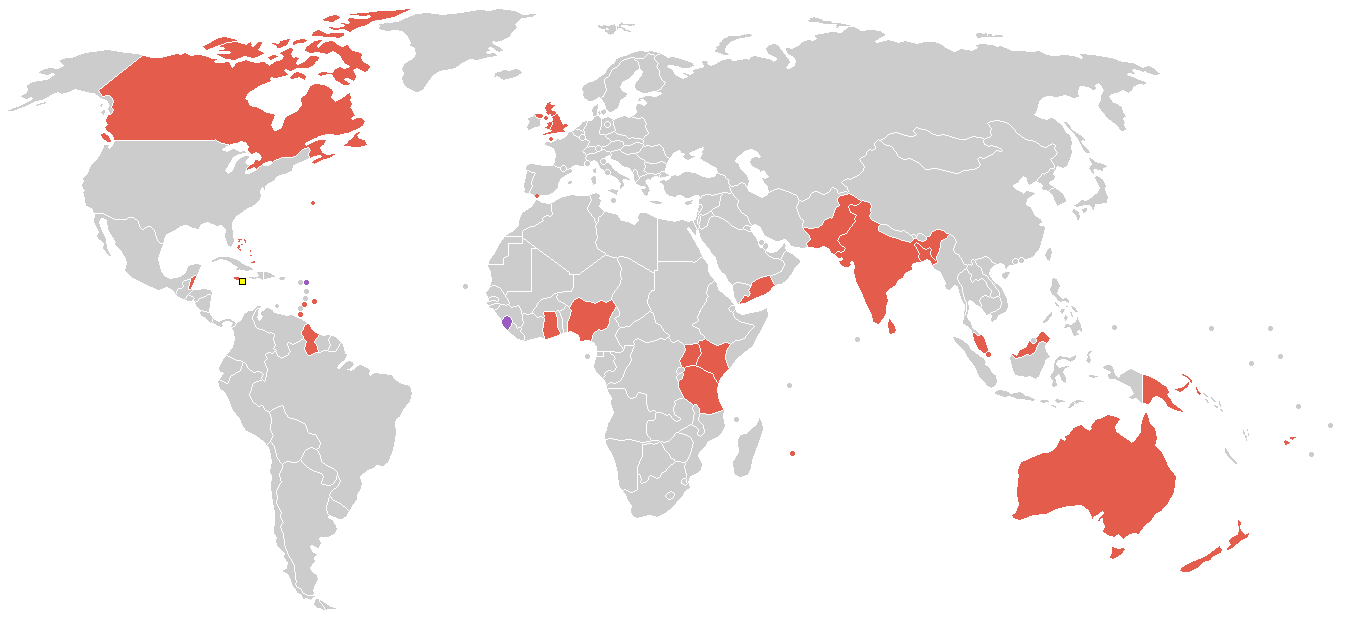
Państwa biorące udział w Igrzyskach Imperium Brytyjskiego i Wspólnoty Brytyjskiej w 1966 roku:
państwa debiutujące
państwa, które brały już udział w Igrzyskach

Igrzyska Imperium Brytyjskiego i Wspólnoty Brytyjskiej 1966 odbyły się w Kingston, stolicy Jamajki. Impreza ta odbyła się pierwszy raz w historii na Karaibach. Ceremonia otwarcia Igrzysk odbyła się 4 sierpnia 1966 roku na Stadionie Niepodległości, a zamknięcia 13 sierpnia 1966 roku.
W imprezie wzięło udział 1 316 sportowców z 35 reprezentacji. Wśród nich znalazło się pięciu debiutantów. Zadebiutowały:
- Antigua i Barbuda
- Federacja Południowej Arabii (dzisiejszy Jemen)
- Mauritius
- Sierra Leone
- Tanzania

Poza tym w Igrzyskach wzięło udział trzech reprezentantów Arabii Saudyjskiej, którzy są nazywani „nieoficjalnymi reprezentantami”. Byli to: Wakil Qaid Omar, Arif G'ain Aulaqi i Naib Saeed.
Pierwszy i jak dotąd jedyny w historii medal dla reprezentacji Barbadosu zdobył skoczek wzwyż, Erskine Anton Norris, który uzyskał wysokość 2 metrów, co dało mu brązowy medal. Skoczek w dal, John Morbey zdobył pierwszy medal dla Bermudów. Uzyskał odległość 7,89 metra, dzięki czemu zdobył srebrny medal.
Podczas Igrzysk Imperium Brytyjskiego i Wspólnoty Brytyjskiej w 1966 roku padło kilkadziesiąt rekordów Igrzysk, z czego blisko 40 przetrwało do chwili obecnej.
Kalendarz Igrzysk w 1966 roku zmienił się w stosunku do poprzednich, pierwszy raz od 1950 roku. W programie znalazło się dziewięć dyscyplin sportowych: badminton, boks, kolarstwo, lekkoatletyka, nurkowanie, pływanie, podnoszenie ciężarów, strzelectwo (szczegóły), szermierka i zapasy. Po raz pierwszy pojawiły się badminton i strzelectwo.
Klasyfikacja medalowa
| Miejsce | Kraj              |    |    |    | Razem |
| 1.      | Anglia            | 33 | 24 | 23 | 80    |
| 2.      | Australia         | 23 | 28 | 22 | 73    |
| 3.      | Kanada            | 14 | 20 | 23 | 57    |
| 4.      | Nowa Zelandia     | 8  | 5  | 13 | 26    |
| 5.      | Ghana             | 5  | 2  | 2  | 9     |
| 5.      | Trynidad i Tobago | 5  | 2  | 2  | 9     |
| 7.      | Pakistan          | 4  | 1  | 4  | 9     |
| 8.      | Kenia             | 4  | 1  | 3  | 8     |
| 9.      | Indie             | 3  | 4  | 3  | 10    |
| 9.      | Nigeria           | 3  | 4  | 3  | 10    |
| 11.     | Walia             | 3  | 2  | 2  | 7     |
| 12.     | Malezja           | 2  | 2  | 1  | 5     |
| 13.     | Szkocja           | 1  | 4  | 4  | 9     |
| 14.     | Irlandia Północna | 1  | 3  | 3  | 7     |
| 15.     | Wyspa Man         | 1  | 0  | 0  | 1     |
| 16.     | Jamajka           | 0  | 4  | 8  | 12    |
| 17.     | Bahamy            | 0  | 1  | 0  | 1     |
| 17.     | Bermudy           | 0  | 1  | 0  | 1     |
| 17.     | Gujana            | 0  | 1  | 0  | 1     |
| 17.     | Papua-Nowa Gwinea | 0  | 1  | 0  | 1     |
| 21.     | Uganda            | 0  | 0  | 3  | 3     |
| 22.     | Barbados          | 0  | 0  | 1  | 1     |

## Dyscypliny
- Boks  (szczegóły)
- Lekkoatletyka  (szczegóły)
- Zapasy  (szczegóły)